# غوستا سوبيرغ
غوستا سوبيرغ هو غطاس سويدي، ولد في 6 مارس 1896، وتوفي في 26 نوفمبر 1968 في Farsta ‏ في السويد.

## وصلات خارجية
- غوستا سوبيرغ على موقع أوليمبيديا (الإنجليزية)
- غوستا سوبيرغ على موقع اللجنة الأولمبية السويدية (السويدية)